# Perro de pelea cordobés
Il perro de pelea cordobés è una razza canina estinta, originaria della regione di Córdoba, in Argentina. Era un incrocio tra bull terrier, boxer, bulldog inglese e mastino spagnolo.

## Storia
Il perro de pelea cordobés era stato selezionato esclusivamente per il combattimento tra cani, nel quale eccelleva e che poteva portare avanti fino alla morte, grazie ad un'incredibile resistenza ed altissima tolleranza al dolore; tuttavia era inadatto a qualsiasi altro compito, data l'aggressività verso i suoi simili e un olfatto non particolarmente sviluppato.
Il gran numero di decessi durante il combattimento e la continua ricerca dell'aggressività da parte degli allevatori, che spesso portava maschi e femmine a combattere piuttosto che accoppiarsi, ha determinato il declino della razza.
Quello che ne resta oggi è il dogo argentino, discendente del perro de pelea cordobés, ma notevolmente manipolato grazie a numerosi incroci e selezionato per altri compiti.